# Piz Lizun
Der Piz Lizun ist ein Berg im Schweizer Kanton Graubünden.
Der Gipfel liegt auf einer Höhe von 2549 m ü. M. in der Gemeinde Bregaglia.